# Salceo
Salceo ist eines von 13 Parroquias und zugleich dessen Hauptort in der Gemeinde Quirós in Asturien (Nordspanien).

## Dörfer und Weiler
- Salceo: 68 Einwohner 2011
- Viḷḷar de Salceo: 44 Einwohner 2011 43° 10′ 25″ N, 5° 59′ 2″ W

## Sehenswürdigkeiten
- Pfarrkirche San Cristóbal